# 水口健一
水口 健一（みずぐち けんいち、1952年10月11日 - ）は、日本の俳優。宝映テレビプロダクションに所属していた。
身長168cm。趣味・特技は殺陣、パントマイム、スキー、絵、ボウリング。

## 出演

### テレビドラマ
- 太陽戦隊サンバルカン 第42話「寝坊少年の白昼夢」（1981年、テレビ朝日）
- 電脳警察サイバーコップ 第13話「衛星が落ちる!! ジュピター殉職!?」（1988年、日本テレビ） - スペースセンター職員
- 世にも奇妙な物語・お前が悪い!（1992年、フジテレビ）
- 土曜ワイド劇場（テレビ朝日）
  - 「過去をもって来た女 みちのく湯けむり殺意の旅」（1993年）
  - 「女警察署長」（2009年）
- 官僚たちの夏（1996年、NHK）
- 火曜サスペンス劇場（日本テレビ）
  - 「取調室 13」（2001年）
- 反乱のボヤージュ（2001年、テレビ朝日）
- 水曜ミステリー9（テレビ東京）
  - 女と愛とミステリー・「熱血刑事・吉永誠一」（2004年）
- 江〜姫たちの戦国〜（2011年、NHK）
- おひさま（2011年、NHK）
- 大!天才てれびくん クイズ結婚式（2013年、NHK）

### 映画
- ゴジラ×メガギラス G消滅作戦（2000年、東宝）
- ヴィサージュ（2009年）
- 聯合艦隊司令長官 山本五十六（2011年、東映）

### オリジナルビデオドラマ
- パチンコ無宿（1995年）
- ウルトラセブン誕生30周年記念3部作 第1話「失われた記憶」（1998年、バップ）

### ゲーム
- 古伝降霊術 百物語〜ほんとにあった怖い話〜（1997年、ハドソン）

### VP
- HAPPY WORKS2 - 幸せの手段としての就職活動編
- ぜんそく教室

| スタブアイコン | サブスタブ | この項目は、まだ閲覧者の調べものの参照としては役立たない、俳優（男優・女優）に関連した書きかけの項目です。この項目を加筆・訂正などしてくださる協力者を求めています（P:映画/PJ芸能人）。 |